# راین‌اشتتن
شهر راین‌اشتتن (به آلمانی: Rheinstetten) در ایالت بادن-وورتمبرگ در کشور آلمان واقع شده‌است. این شهر در هفت کیلومتری کارلسروهه واقع شده‌است.